# Loriguilla (ort)
Loriguilla är en ort i Spanien.   Den ligger i provinsen Província de València och regionen Valencia, i den östra delen av landet, 250 km öster om huvudstaden Madrid. Loriguilla ligger 525 meter över havet och antalet invånare är 1 177.
Terrängen runt Loriguilla är huvudsakligen kuperad, men österut är den platt. Terrängen runt Loriguilla sluttar österut. Runt Loriguilla är det glesbefolkat, med 11 invånare per kvadratkilometer. Närmaste större samhälle är Villar del Arzobispo, 10,2 km nordost om Loriguilla. Omgivningarna runt Loriguilla är i huvudsak ett öppet busklandskap.